# Fiducia supplicans
Fiducia supplicans ('Confianza suplicante') es una declaración del año 2023 sobre la doctrina católica que permite a los sacerdotes católicos bendecir a parejas en situaciones irregulares y a parejas del mismo sexo. Con el subtítulo "Sobre el sentido pastoral de las bendiciones", el documento está fechado el 18 de diciembre del 2023 y fue publicado el mismo día. Fiducia supplicans fue emitido por el Dicasterio para la Doctrina de la Fe (DDF) de la Santa Sede y aprobado con la firma del Papa Francisco. Fue la primera declaración del Dicasterio desde Dominus Iesus, que fue emitida en el año 2000, durante el pontificado de Juan Pablo II. 
Fiducia supplicans ha sido ampliamente interpretada. El papa Francisco aconsejó que los burócratas de la Santa Sede evitaran las "posiciones ideológicas rígidas" tres días después de la publicación del documento.  Fiducia supplicans es vista como un documento del mismo departamento de la Santa Sede que prohibía la bendición de parejas del mismo sexo. 

## Antecedentes
En 2021, la Congregación para la Doctrina de la Fe (más tarde rebautizada como el Dicasterio para la Doctrina de la Fe en 2022) emitió un responsum ad dubium (respuesta a la duda) que respondió negativamente a la cuestión de si la iglesia tiene "el poder de dar la bendición a uniones de personas del mismo sexo". Los motivos de esa respuesta se exponen en una nota explicativa adjunta.
Se cree que fiducia supplicans, revocó esta decisión de 2021.

## Contenido
Fiducia supplicans provee clarificaciones al tratamiento que da la Iglesia a las "relaciones irregulares", es decir, aquellas que establecen una vínculo monógamo duradero en el tiempo y que no han recibido el rito del matrimonio católico.

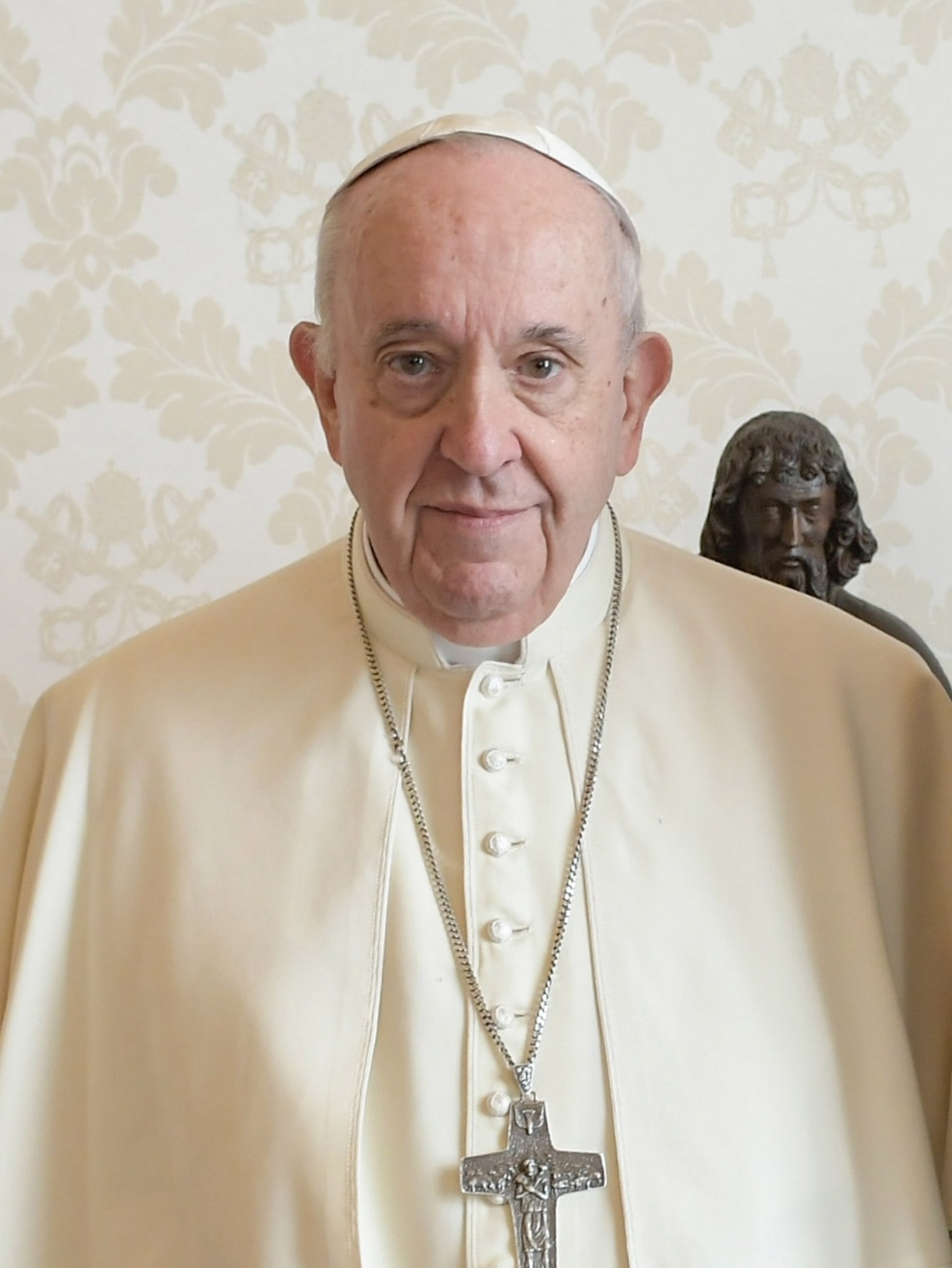
El Papa Francisco (en la foto de 2021) firmó la declaración.

En particular, permite a los sacerdotes y diáconos realizar "bendiciones espontáneas" (que difieren de las sacramentales) a parejas del mismo sexo, así como a parejas del sexo opuesto que no están casadas, y a parejas civilmente casadas de las cuales al menos una parte se divorció pero no ha recibido una anulación. El documento detalla que este tipo de bendición informal y espontánea no es un sacramento ni un rito de la Iglesia Católica, por lo que no se realiza ninguna ceremonia especial para ello. 
El documento sostiene que las relaciones sexuales son lícitas sólo dentro del matrimonio, por lo que se insta a las parejas heterosexuales a casarse y no considerar esta bendición como una alternativa al matrimonio. 
Todas las relaciones sexuales extramatrimoniales son consideradas pecaminosas por la Iglesia y lo siguen siendo, por lo que se pregunta por el afecto que pueda existir entre las dos personas del mismo sexo involucradas.  La atracción sexual entre dos personas del mismo sexo no está condenada según la moral sexual de la Iglesia Católica, pero sí el acto sexual. 
Fiducia supplicans no prevé cambios con respecto a la institución del matrimonio en la Iglesia católica.  El matrimonio se entiende únicamente como la unión entre un hombre y una mujer, con exclusión de todo tipo de matrimonios que no sean heterosexuales y monógamos, como el matrimonio entre personas del mismo sexo, así como cualquier tipo de bigamia y poligamia heterosexual o bisexual.
El motivo del permiso de bendecir parejas en situaciones irregulares y de parejas del mismo sexo es "para que las relaciones humanas puedan madurar y crecer en la fidelidad al mensaje del Evangelio, liberarse de sus imperfecciones y fragilidades y expresarse en la dimensión siempre más grande del amor divino."Además, el dicasterio señala al final del documento que «esta es la raíz de la mansedumbre cristiana, la capacidad de sentirse bendecidos y la capacidad de bendecir […]. Este mundo necesita bendición y nosotros podemos dar la bendición y recibir la bendición. El Padre nos ama. Y a nosotros nos queda tan solo la alegría de bendecirlo y la alegría de darle gracias, y de aprender de Él a no maldecir, sino bendecir».

## Nota aclataratoria
El 4 de enero de 2024 el Dicasterio publicó una nota de prensa explicando breve y precisamente el tema tratado. Clarifica que, mediante la bendición a parejas irregulares, "se pide que puedan vivir en plena fidelidad al Evangelio de Cristo, para que el Espíritu Santo pueda liberar a esas dos personas de todo lo que no responda a su voluntad divina, de todo lo que necesite purificación." Añadiendo enseguida que "no pretende justificar algo que no es moralmente aceptable. […] ni siquiera es un "visto bueno" ni una ratificación de nada. Es solo la respuesta de un pastor a dos personas que piden la ayuda de Dios.
En respuesta a las conferencias episcopales que restringieron la emisión de bendiciones en sus diócesis, el comunicado de prensa dijo que en algunas diócesis "pueden requerir más o menos tiempo para su aplicación de acuerdo con los contextos locales, según el discernimiento de cada Obispo diocesano con su Diócesis. En algunos lugares no se advierten dificultades para una aplicación inmediata, y en otros ven la necesidad de no innovar mientras se toman todo el tiempo que haga falta para la lectura y la interpretación.", reconociendo las "fuertes cuestiones culturales e incluso jurídicas" que permitían que las restricciones de los obispos se "aplicaran de acuerdo a sus contextos". 
El comunicado de prensa hizo hincapié en que "bendiciones pastorales", que duran "unos 10 o 15 segundos", "no justifican nada que no sea moralmente aceptable". Proporcionó un ejemplo de una bendición que un sacerdote podría usar:
"Señor, mira a estos hijos tuyos, concédeles salud, trabajo, paz y ayuda mutua. Libéralos de todo lo que contradice tu Evangelio y permíteles vivir según tu voluntad. Amén".
El comunicado aclaró que las bendiciones "no deben tener lugar en un lugar prominente dentro de un edificio sagrado, o frente a un altar, ya que esto también crearía confusión". Sugirió la aplicación de una catequesis  que "ayude a entender que este tipo de bendiciones no son una ratificación de la vida que llevan quienes la solicitan.", reiterando que son "simples expresiones de cercanía pastoral que no tienen las mismas exigencias de un sacramento ni de un rito formal" y un sacerdote que imparte tales bendiciones "no es un hereje, no está ratificando nada ni niega la doctrina católica". El comunicado de prensa dijo que "este gesto paternal en medio de su lucha por sobrevivir" no podía negarse solo porque fue solicitado por alguien que puede ser "un gran pecador".

## Reacción

### Partidarios
En Bélgica, el obispo de Amberes, Johan Bonny, elogió la decisión como "un avance hacia" el futuro reconocimiento del matrimonio sacramental entre personas del mismo sexo en la Iglesia católica.  Según el arzobispo de Salzburgo, Franz Lackner, el documento significa básicamente que "ya no se puede decir no" a la bendición de las uniones entre personas del mismo sexo.  Geert De Kerpel, portavoz de la Iglesia católica belga, afirmó que esto no tendría ningún impacto a nivel local, ya que las uniones entre personas del mismo sexo ya estaban siendo bendecidas, pero que la declaración ahora aplicaría con razón esta situación en todo el mundo. 
James Martin, un sacerdote jesuita estadounidense, calificó la declaración como "un gran paso adelante en el ministerio de la iglesia hacia las personas LGBTQ" y demostró que la iglesia afirma el deseo de las parejas del mismo sexo "de la presencia y ayuda de Dios en sus relaciones comprometidas y amorosas".   Al día siguiente, bendijo a una pareja del mismo sexo casada por el civil. 
En India, el arzobispo Victor Lyngdoh de Shillong, envió una carta al clero y a sus seguidores, reiterando los sentimientos de Fiducia supplicans. Si bien subrayó que la bendición no debe ser malinterpretada como una bendición de la Iglesia conferida durante el matrimonio, basándose en el Papa Francisco, e instó a los fieles a evitar ser 'jueces que sólo niegan, rechazan y excluyen '.  
La Conferencia de Obispos Católicos de los Estados Unidos (USCCB) emitió una proclamación diciendo que la declaración hacía "una distinción entre bendiciones litúrgicas (sacramentales) y bendiciones pastorales",  y que la declaración afirmaba que "la enseñanza de la Iglesia sobre el matrimonio no ha cambiado". El obispo estadounidense Robert Barron (quien se desempeña como presidente del Comité de Laicos, Matrimonio, Vida Familiar y Juventud de la USCCB), dijo que la declaración no demuestra un cambio en la doctrina católica sobre la sexualidad y el matrimonio.  La Conferencia Canadiense de Obispos Católicos también declaró que el documento afirma "explícitamente" la enseñanza de la Iglesia sobre el matrimonio.  El obispo danés Czeslaw Kozon dijo que el problema no es el contenido de la declaración "sino la forma en que será recibida e interpretada".  El presidente de la Conferencia Episcopal de Ghana, el obispo Matthew Kwasi Gyamfi, afirmó: "Lo que la gente no entiende es que si una pareja gay acude al sacerdote para bendecirlos y el Papa les dice que sí, se está bendiciendo a las personas y no a su unión". 
En una entrevista, el cardenal Víctor Manuel Fernández, el prefecto del DDF, explicó que tales bendiciones se aplican a las parejas y que "la unión no es bendecida, por las razones que se explican en la declaración repetidamente sobre el verdadero significado del matrimonio cristiano y las relaciones sexuales".

### Críticos
La declaración provocó considerable controversia y críticas entre los católicos, incluso por parte de varios comentaristas conservadores, congregaciones clericales; y obispos, sacerdotes y laicos de alto perfil. Varias conferencias episcopales prohibieron las bendiciones en sus jurisdicciones o pidieron a los sacerdotes que se abstuvieran de ellas, incluidas las conferencias de Benín, República del Congo, Hungría, Malawi, Namibia, Togo, y Zambia. La Conferencia Episcopal Polaca sugirió bendecir únicamente a "personas individuales que vivan en completa abstinencia".
La archidiócesis de María Santísima de Astana (Kazajistán) condenó Fiducia supplicans , el arzobispo Tomasz Peta y el obispo auxiliar Athanasius Schneider la denunciaron por contradecir "la revelación divina y la doctrina y práctica ininterrumpida bimilenaria de la Iglesia Católica";  ellos prohibieron a cualquier sacerdote realizar tales bendiciones.  Schneider añadió que Fiducia supplicans fue un "gran engaño" y advirtió del "mal que reside en el mismo permiso para bendecir [...] parejas del mismo sexo".  La Conferencia Episcopal de Malawi también prohibió la implementación de la declaración del Vaticano, afirmando que "las bendiciones de cualquier tipo y las uniones entre personas del mismo sexo de cualquier tipo no están permitidas en Malawi".  De manera similar, la Conferencia de Obispos Católicos de Zambia y la Conferencia de Obispos Católicos de Namibia rechazaron la aplicación de la declaración para evitar violar las leyes locales y evitar cualquier falta de claridad en la práctica pastoral.  El cardenal alemán Gerhard Ludwig Müller dijo que la Iglesia "no puede celebrar una cosa y enseñar otra". 
Sviatoslav Shevchuk, el arzobispo mayor de la Iglesia greco-católica ucraniana, invocó el Código de Cánones de las Iglesias Orientales al decir que la declaración sólo se aplicaba a la Iglesia latina. 
El cardenal Robert Sarah, ex prefecto de la Congregación para el Culto Divino y la Disciplina de los Sacramentos, calificó la declaración como "una herejía que socava gravemente a la Iglesia  porque es contraria a la fe y la Tradición".

### Asociaciones de derechos LGBT dentro de la Iglesia
El CRISMHOM, una asociación de cristianos LGBT en España, dijo: "Damos gracias a Dios por este paso que ha dado nuestra madre Iglesia, que parece pequeño pero significativo... Estas bendiciones muestran que no somos personas alejadas, ni de Dios, ni de la Iglesia".
En Francia, ‘‘Reconnaissance’’, una organización de padres de católicos LGBT, escribió que "eligen ver el vaso medio lleno" aunque la doctrina permanece inalterada y el documento utiliza "lenguaje estigmatizante", porque "los clérigos ordenados están autorizados a dar la bendición de Dios para acompañar a las parejas del mismo sexo en su camino hacia Cristo, ¡es una buena noticia!" y "ahora un sacerdote puede dialogar con nuestros hijos y sus parejas y bendecir abiertamente su relación".
Francis DeBernardo, quien trabaja como director ejecutivo del grupo de defensa New Ways Ministry al servicio de los católicos LGBT, elogió los pasajes del documento que piden no someter a las parejas que buscan bendiciones a "un análisis moral exhaustivo". Además afirmó que la importancia de la declaración "no puede ser exagerada".  DeBernardo se había reunido con el Papa Francisco en octubre de 2023. 
La asociación católica LGBT portuguesa Rumos Novos expresó su escepticismo sobre Fiducia supplicans en un comunicado de prensa, afirmando que la declaración no había aportado "absolutamente nada [nuevo]" a la mesa en comparación con declaraciones anteriores de instituciones católicas, y era "otro golpe a las [oportunidades de construir] puentes con los que están y siguen estando marginados". 

### Fuera de la Iglesia católica
El evangelista estadounidense Franklin Graham,  y el presidente del Seminario Teológico Bautista del Sur, Albert Mohler, tuvieron reacciones críticas. 
El metropolitano ortodoxo ruso Hilarión de Volokolamsk calificó las bendiciones de "engañosas" y "peligrosas", y agregó que sentía que el documento era "una trampa y una laguna jurídica".

## Repercusiones
En una reunión a puerta cerrada con 800 clérigos romanos el 13 de enero de 2024, Francisco declaró que los individuos homosexuales podrían ser bendecidos, pero no las asociaciones LGBT. Comentó que la razón por la cual la medida sobre las bendiciones de las parejas del mismo sexo fue rechazada en África fue que "la cultura [en África] no lo acepta". Agregó una comparación a la bendición de los homosexuales: "Cuando bendecimos a un empresario, no preguntamos si ha robado".
Al día siguiente, Francisco respondió a las preguntas sobre Fiducia supplicans en una entrevista sobre Che tempo che fa, diciendo que "el Señor bendice a todos los que son capaces de ser bautizados, es decir, a cada persona", y que tales bendiciones invitan a la gente "para ver cuál es el camino que el Señor les propone".
El 26 de enero de 2024, dirigiéndose a la asamblea plenaria anual del DDF, Francisco dijo que el propósito de las bendiciones discutidas en el documento era "mostrar concretamente la cercanía del Señor y de la Iglesia a todos aquellos que, encontrándose en situaciones diferentes, piden ayuda para continuar - a veces para comenzar - un camino de fe". Enfatizó que las bendiciones no litúrgicas "no requieren la perfección moral para ser recibidas" y que se otorgan a las personas que las solicitan, no a su unión.
El 29 de enero de 2024, en una entrevista con La Stampa, Francisco destacó que el "espíritu de la declaración", "pretende incluir, no dividir", en contraste con los que quisieran "hacer una lista de los pecadores que pueden entrar en la Iglesia y una lista de los pecadores que no pueden estar en la Iglesia". Francisco dijo que "los que critican vehementemente [el documento] pertenecen a pequeños grupos ideológicos", mientras que la iglesia en África presenta "un caso especial" porque "para ellos, la homosexualidad es algo 'feo' desde un punto de vista cultural".
Cuando al papa Francisco se le preguntó sobre las bendiciones a parejas del mismo sexo, en una entrevista con 60 Minutos, el afirmó: "Lo que permití no fue bendecir la unión. Eso no se puede porque no es el sacramento eso. No puedo. El Señor lo hizo así. Pero sí bendecir cada persona. La bendición es para todos. Para todos. Bendecir una unión de tipo homosexual va contra el derecho, el derecho natural, el derecho de la Iglesia. Pero bendecir a cada persona, ¿por qué no? La bendición es para todos. Algunos se escandalizaron por eso. ¿Por qué? Para todos. ¡Todos!"